# DT Близнецов
DT Близнецов (лат. DT Geminorum) — одиночная переменная звезда в созвездии Близнецов на расстоянии (вычисленном из значения параллакса) приблизительно 15 530 световых лет (около 4 762 парсек) от Солнца. Видимая звёздная величина звезды — от +13,5m до +13,1m. Возраст звезды определён как около 446 млн лет.

## Характеристики
DT Близнецов — жёлтая пульсирующая переменная звезда типа RR Лиры (RRAB)* или (RRC) спектрального класса G0:. Эффективная температура — около 5308 К.